# Пространство
Вижте пояснителната страница за други значения на Пространство.
Пространството е безгранична триизмерна непрекъснатост, в която се разполагат всички предмети и събития. Физическото пространство обикновено се разглежда в три линейни измерения, макар че някои клонове на съвременната физика използват по-прецизни модели с четириизмерен континуум, наричан пространство-време. В математиката се изучават абстрактни пространства с различен брой измерения и различна структура. Макар че концепцията за пространство е от фундаментална важност за разбирането на физическата вселена, във философията няма единно мнение дали то трябва да се смята за обект, за отношение между обектите или за част от метод на възприемане на света.